# Indywidualne Mistrzostwa Europy Juniorów na Żużlu 2006
Indywidualne Mistrzostwa Europy Juniorów na Żużlu 2006 – cykl zawodów żużlowych, mających wyłonić najlepszych zawodników indywidualnych mistrzostw Europy juniorów do 19 lat w sezonie 2006. W finale zwyciężył Chorwat Jurica Pavlic.

## Finał
- Goričan, 19 sierpnia 2006

| Msc. | Zawodnik                  | Kraj      | Pkt |             |  |
| ---- | ------------------------- | --------- | --- | ----------- |  |
| 1    | Jurica Pavlic             | Chorwacja | 14  | (2,3,3,3,3) |  |
| 2    | Andrij Karpow             | Ukraina   | 11  | (2,d,3,3,3) |  |
| 3    | Lars Hansen               | Dania     | 10  | (3,2,2,1,2) |  |
| 4    | Adrian Gomólski           | Polska    | 9   | (1,3,2,3,0) |  |
| 5    | Jannick de Jong           | Holandia  | 9   | (3,1,1,2,2) |  |
| 6    | Ricky Kling               | Szwecja   | 9   | (2,2,3,1,1) |  |
| 7    | Klaus Jakobsen            | Dania     | 8   | (3,3,0,2,u) |  |
| 8    | Marcin Jędrzejewski       | Polska    | 8   | (u,w,3,3,2) |  |
| 9    | Filip Šitera              | Czechy    | 8   | (1,3,1,2,1) |  |
| 10   | Kevin Wölbert             | Niemcy    | 6   | (3,1,2,w,0) |  |
| 11   | Mateusz Szczepaniak       | Polska    | 6   | (2,1,u,0,3) |  |
| 12   | Kenneth Hansen            | Dania     | 6   | (w,2,u,1,3) |  |
| 13   | Matěj Kůs                 | Czechy    | 5   | (0,0,2,2,1) |  |
| 14   | Sławomir Dąbrowski        | Polska    | 4   | (1,0,1,0,2) |  |
| 15   | Hynek Štichauer           | Czechy    | 3   | (d,2,w,0,1) |  |
| 16   | Patrick Hougaard          | Dania     | 3   | (w,1,1,1,0) |  |
|      | rez. Sebastian Brucheiser | Polska    | ns  |             |  |
|      | rez. Robert Pettersson    | Szwecja   | ns  |             |  |

## Bieg po biegu
1. de Jong, Karpow, Šitera, Hougaard (w)
2. L.Hansen, Pavlic, Jędrzejewski (u), K.Hansen (w)
3. Wölbert, Szczepaniak, Dąbrowski, Kůs
4. Jakobsen, Kling, Gomólski, Štichauer (d)
5. Jakobsen, L.Hansen, de Jong, Kůs
6. Pavlic, Kling, Wölbert, Karpow (d)
7. Šitera, Štichauer, Szczepaniak, Jędrzejewski (w)
8. Gomólski, K.Hansen, Hougaard, Dąbrowski
9. Pavlic, Gomólski, de Jong, Szczepaniak (u)
10. Karpow, L.Hansen, Dąbrowski, Štichauer (w)
11. Kling, Kůs, Šitera, K.Hansen (u)
12. Jędrzejewski, Wölbert, Hougaard, Jakobsen
13. Jędrzejewski, de Jong, Kling, Dąbrowski
14. Karpow, Jakobsen, K.Hansen, Szczepaniak
15. Gomólski, Šitera, L.Hansen, Wölbert (w)
16. Pavlic, Kůs, Hougård, Štichauer
17. K.Hansen, de Jong, Štichauer, Wölbert
18. Karpow, Jędrzejewski, Kůs, Gomólski
19. Pavlic, Dąbrowski, Šitera, Jakobsen
20. Szczepaniak, L.Hansen, Kling, Hougaard (u)